# Pedro de Albuquerque Melo
Pedro de Albuquerque Melo (Pernambuco – Maranhão, 1644) foi um brasileiro.
Pedro de Albuquerque lutou contra os Holandeses em Rio Formoso-PE na Insurreição Pernambucana. O bravo brasileiro foi considerado heroi por seus inimigos, por ter lutado com seu exército de 20 homens contra a temida esquadra holandesa. Após a morte de todos os seus soldados e ainda de espada em punho, foi tido como um heroi pelo comandande holandes Van Schkoppe.O valente defensor morreu como governador do Maranhão. Seus restos encontram-se em Belém do Pará, na Igreja N. S. do Carmo.